# Repubblica Dominicana ai Giochi della XXI Olimpiade
La Repubblica Dominicana partecipò ai Giochi della XXI Olimpiade che si sono svolti a Montréal dal 17 luglio al 1º agosto 1976, con una delegazione di 10 atleti impegnati in 3 discipline per un totale di 10 competizioni. Portabandiera alla cerimonia d'apertura fu il pugile diciassettenne Eleoncio Mercedes. Fu la quarta partecipazione di questo paese ai Giochi e, per la prima volta, vi fu anche una rappresentanza femminile nella persona della velocista Divina Estrella. Non fu conquistata nessuna medaglia.